# Títulos do Ceará Sporting Club
A lista, abaixo, mostra os principais títulos da história do Ceará Sporting Club, da cidade de Fortaleza, CE.

## Títulos oficiais

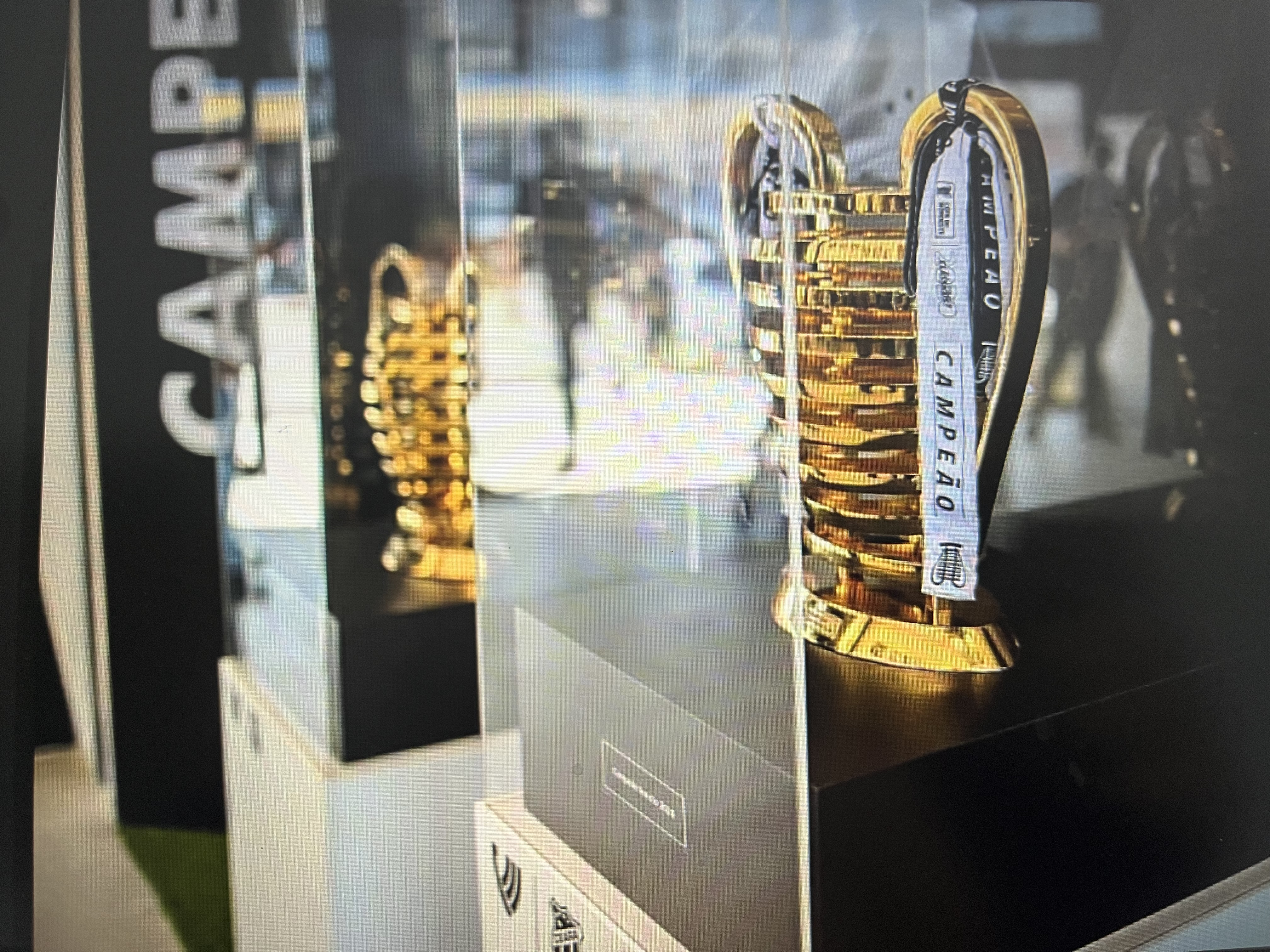
Imagem das taças da Copa do Nordeste do Ceará.

|                      | Taça Brasil — Zona Norte–Nordeste | 1       | 1964 |
|                      | Torneio Norte-Nordeste            | 1       | 1969 |
| REGIONAIS            |                                   |         | |
|                      | Competição                        | Títulos | Temporadas |
|                      | Copa do Nordeste                  | 3       | 2015, 2020 e 2023 |
| INTERESTADUAIS       |                                   |         | |
|                      | Competição                        | Títulos | Temporadas |
|                      | Taça Asa Branca                   | 1       | 2016 |
| ESTADUAIS            |                                   |         | |
|                      | Competição                        | Títulos | Temporadas |
|                      | Campeonato Cearense               | 47      | 1915, 1916, 1917, 1918, 1919, 1922, 1925, 1931, 1932, 1939, 1941, 1942, 1948, 1951, 1957, 1958, 1961, 1962, 1963, 1971, 1972, 1975, 1976, 1977, 1978, 1980, 1981, 1984, 1986, 1989, 1990, 1992*, 1993, 1996, 1997, 1998, 1999, 2002, 2006, 2011, 2012, 2013, 2014, 2017, 2018, 2024 e 2025 |
|                      | Torneio Início do Ceará           | 12      | 1922, 1923, 1926, 1932, 1936, 1937, 1943, 1947, 1952, 1953, 1967 e 1978 |
|                      | Copa dos Campeões Cearenses       | 1       | 2014 |
| CAMPANHA DE DESTAQUE |                                   |         | |
|                      | Competição                        | Vezes   | Temporadas |
|                      | Vice-campeão da Copa do Brasil    | 1       | 1994 |
| TOTAL                |                                   |         | |
| Escudo               | Conquistas                        | Títulos | Categorias |
|                      | Títulos oficiais                  | 66      | 2 inter-regional, 3 regionais, 1 interestadual e 60 estaduais. |

Notas
 Campeão invicto
 Torneio com chancela da CBD/CBF.
* O título do Campeonato Cearense de 1992 foi dividido com Fortaleza, Icasa EC e Tiradentes-CE.

## Outros títulos
| REGIONAIS                                     | REGIONAIS                                     | REGIONAIS | REGIONAIS  |
|                                               | Competição                                    | Títulos   | Temporadas |
| --------------------------------------------- | --------------------------------------------- | --------- | ---------- |
|                                               | Torneio do Nordeste da Taça Brasil            | 1         | 1964       |
|                                               | Torneio Nordeste do Torneio Norte–Nordeste    | 1         | 1969       |
| INTERESTADUAIS                                |                                               |           |            |
|                                               | Competição                                    | Títulos   | Temporadas |
| Pernambuco · Paraíba · Ceará                  | Taça Pontes do Recife                         | 1         | 1997       |
| Pará · Ceará                                  | Torneio Pará-Ceará                            | 1         | 1993       |
| Rio de Janeiro · Ceará                        | Torneio Pentagonal Interestadual de Fortaleza | 1         | 1966       |
| Maranhão · Ceará                              | Torneio Quadrangular de Fortaleza             | 1         | 1962       |
| OUTROS TÍTULOS ESTADUAIS E TORNEIOS AMISTOSOS |                                               |           |            |
|                                               | Competição                                    | Títulos   | Temporadas |
|                                               | Taça Pedro Basílio                            | 1         | 2023       |
|                                               | Troféu Chico Anysio                           | 1         | 2012       |
|                                               | Copa Estado do Ceará                          | 1         | 1967       |
|                                               | Torneio Coronel Edivio Caldas Santos          | 1         | 1967       |
|                                               | Torneio Tenente-Coronel Ivã Teixeita Leite    | 1         | 1967       |
|                                               | Torneio Presidente Vargas                     | 1         | 1942       |
|                                               | Troféu J. Markan                              | 1         | 1923       |
|                                               | Troféu LV. Cácia                              | 1         | 1922       |
|                                               | Torneio de Futebol de Fortaleza               | 1         | 1914       |

## Categorias de base
Conquistas Nacionais
- Campeonato Brasileiro Sub-23: 2020
- Brasil Cup Sub-13: 2012[2]
- Brasil Cup Sub-17: 2012[3]
- Danicup Mundial Sub-11: 2019

Conquistas Regionais
- Supercopa Natal Sub-17: 2019

Conquistas Estaduais
- Taça FCF Sub-20: 2023[4]
- Torneio de Desenvolvimento CBF Sub-15: 2019 e 2021
- Liga Ceará de Futebol Sub-13: 2024
- Copa dos Campeões Seromo Sub-16: 2023
- Copa Seromo Sub-15: 2019, 2021 e 2024
- Copa Seromo Sub-17: 2019 e 2023
- Campeonato Cearense da Copa Sub-18: 2009
- Campeonato Cearense de Juniores: 1975, 1984, 1988, 1989, 1991, 1993 e 1995
- Campeonato Cearense Sub-23: 2003
- Campeonato Cearense Sub-20: 2003, 2012, 2015, 2019 e 2023
- Campeonato Cearense Sub-18: 2010
- Campeonato Cearense Sub-17: 2010, 2013, 2014, 2015, 2016, 2018, 2019, 2021, 2022 e 2023
- Campeonato Cearense Sub-16: 2008 e 2010
- Campeonato Cearense Sub-15: 2010, 2015, 2022 e 2023
- Campeonato Cearense Sub-13: 2010, 2014, 2015, 2016, 2019 e 2022

 Campeão invicto

## Títulos individuais em competições nacionais
- Artilheiro da Copa do Brasil:

1. Bill: 2014 (6 gols)

- Artilheiro do Campeonato Brasileiro - Série A:

1. Gildo: 1964 (8 gols)

- Artilheiro do Campeonato Brasileiro - Série B:

1. Sérgio Alves: 2001 (21 gols)
2. Magno Alves: 2014 (18 gols)
3. Erick Pulga: 2024 (13 gols)

- Artilheiros do Brasil:[5]

1. Rubens Feijão: 1986
2. Sérgio Alves: 2001
3. Magno Alves: 2014

- Bola de Prata (Revista Placar):[6]

1. Carlindo - 1971 (1.º lugar, lateral-esquerdo)
2. Da Costa - 1972 (1.ºlugar)

### Títulos individuais em competições regionais
- Artilheiros da Copa do Nordeste:

1. Nildo: 1997
2. Magno Alves: 2014
3. Arthur Cabral: 2018
4. Vina: 2020

### Títulos individuais em competições estaduais
- Artilheiros do Campeonato Cearense:[7]

1. Walter Barroso: 1916 (9 gols), 1918 (14 gols) e 1922 (14 gols).
2. Braga: 1917 (7 gols).
3. Pau Amarelo: 1925 (16 gols).
4. Farnum: 1931 (14 gols) e 1932 (12 gols).
5. França: 1941 (11 gols) e 1942 (20 gols).
6. Pirão: 1943 (8 gols). ¹
7. Alfredinho: 1948  (29 gols).
8. Antonino: 1951 (13 gols).
9. Gildo: 1961 (15 gols) e 1963 (16 gols).
10. Victor: 1971 (26 gols).
11. Da Costa: 1972 (18 gols).
12. Marciano: 1981 (27 gols).
13. Ademir Patrício: 1982 (31 gols).
14. Anselmo: 1984 (28 gols).
15. Rubens Feijão: 1986 (30 gols).
16. Hélio Carrasco: 1990 (14 gols).
17. Pintinho: 1996 (22 gols).
18. Marcelo Nicácio: 2011 (16 gols).
19. Felipe Azevedo: 2012 (16 gols).
20. Assisinho: 2015 (10 gols). ²
21. Erick Pulga: 2024 (5 gols).

(1): Artilharia dividida com Mario Negrim (Ferroviário).
(2): Artilharia dividida com Núbio Flávio (Icasa).

## Futsal
|                       | Tríplice Coroa                            | 1       | 2021                                      |
| NACIONAIS             |                                           |         |                                           |
|                       | Competição                                | Títulos | Temporadas                                |
|                       | Copa do Brasil                            | 1       | 2021                                      |
| REGIONAIS             |                                           |         |                                           |
|                       | Competição                                | Títulos | Temporadas                                |
|                       | Liga Nordeste                             | 1       | 2019                                      |
| ESTADUAIS             |                                           |         |                                           |
|                       | Competição                                | Títulos | Temporadas                                |
|                       | Campeonato Cearense                       | 7       | 2003, 2004, 2005, 2019, 2020, 2021 e 2022 |
|                       | Copa Estado do Ceará                      | 1       | 2021                                      |
| CAMPANHAS DE DESTAQUE |                                           |         |                                           |
|                       | Competição                                | Títulos | Temporadas                                |
| Brasil                | Vice-campeão da Taça Brasil - 1ª. Divisão | 1       | 2021                                      |
| Brasil                | Vice-campeão da Copa do Brasil            | 1       | 2020                                      |

## Futebol Feminino
| NACIONAIS | NACIONAIS                               | NACIONAIS | NACIONAIS                     |
|           | Competição                              | Títulos   | Temporadas                    |
| --------- | --------------------------------------- | --------- | ----------------------------- |
|           | Campeonato Brasileiro Feminino Série A2 | 1         | 2022                          |
| ESTADUAIS |                                         |           |                               |
|           | Competição                              | Títulos   | Temporadas                    |
|           | Campeonato Cearense Feminino            | 5         | 2018, 2019, 2021, 2023 e 2024 |